# Марко Краљевић и бег Костадин
Марко Краљевић и бег Костадин је народна епска песма у којој је наглашена хуманост и човечност Марка Краљевића, насупрот охолости и безобзирности његовог пријатеља - бега Костадина.

## Структура
Бег Костадин зове Марка да му дође на јесен на Митровдан, крсну славу где ће га лепо угостити. У том моменту му Марко саопштава како је већ присуствовао његовој слави и како је видео дочек којим не би требало да се хвали. Поред лепог дочекања и гостопримства своме побратиму бегу Костадину замера због три нечовечна дела која је приметио, баш на Митровдан.

### Прво нечовештво
Бегу Костадину на дан славе дођоше две сиротице тражећи храну, али он их отера. Марку је било жао, па их је повео са собом, нахранио их и обукао их у ново одело. Након тога их је послао опет код побратима и гледао његову реакцију. Бегов поступак је био разочаравајући - овог пута је љубазно примио гошће у свој дом, мислећи да су господа. То је било бегово прво нечовештво.
"...Прво ти је, брате, нечовештво:

Дођоше ти до две сиротице,

Да ј' нахраниш хлеба бијелога

И напојиш вина црвенога;

А ти велиш двема сиротама:

- "Ид'т одатле, један људски гаде!

Не гад'те ми пред господом вина!...''"

### Друго нечовештво
KRALJ прави разлику и другачије се понаша према представницима нове власти у односу на представнике старе власти: ft radomir stanojevic

"...Друго ти је, беже, нечовјештво:

Што су били стари господари,

Ша су своју хазну изгубили,

И на њима стари скерлет беше,

Оне мећеш у доњу трпезу;

А који су нови господари

И одскора хазну заметнули,

И на њима нови скерлет беше,

Оне мећеш у горњу трпезу,

Пред њих носиш вино и ракију

И господску ђаконију редом..."

### Треће нечовештво
Бег има и оца и мајку, али се огрешио од њих, склонивши их са прославе:

...Треће ти је, беже, нечовештво:

Ти имадеш и оца и мајку,

- Ни једнога у асталу нема,

Да ти пије прву чашу вина!"

## Анализа
Књижевна врста: 
- Епска песма из циклуса песама о Марку Краљевићу

Књижевни род:
- Епика

Тема песме:
- Указивање Марка Краљевића на неправде које чини бег Костадин на дан свог крсног имена

Главни ликови: 
- Марко Краљевић и бег Костадин

Вријеме радње:
- Митровдан